# Dahmani
Dahmani (àrab: الدهماني, ad-Dahmānī) és una ciutat de Tunísia situada 24 km al sud-est del Kef, a la governació del Kef. Té una població aproximada de 18.000 habitants. Té a poca distància el jaciment arqueològic d'Altuburos, al llogaret de Medeina. Té estació de ferrocarril. És capçalera d'una delegació amb 35.240 habitants, de la qual el Djebel Labres i el Djebel El Houdh en marquen els límits nord i oest.

## Administració
És el centre de la delegació o mutamadiyya homònima, amb codi geogràfic 23 60 (ISO 3166-2:TN-12), dividida en nou sectors o imades:
- Dahmani (23 60 51)
- Dahmani Nord (23 60 52)
- Zouarine (23 60 53)
- Thermda (23 60 54)
- Abida (23 60 55)
- Ebba (23 60 56)
- El Medeïna (23 60 57)
- Sidi Baraket Nord (23 60 58)
- Sidi Baraket Sud (23 60 59)

Al mateix temps, forma una municipalitat o baladiyya (codi geogràfic 23 21).